# The King's Speech

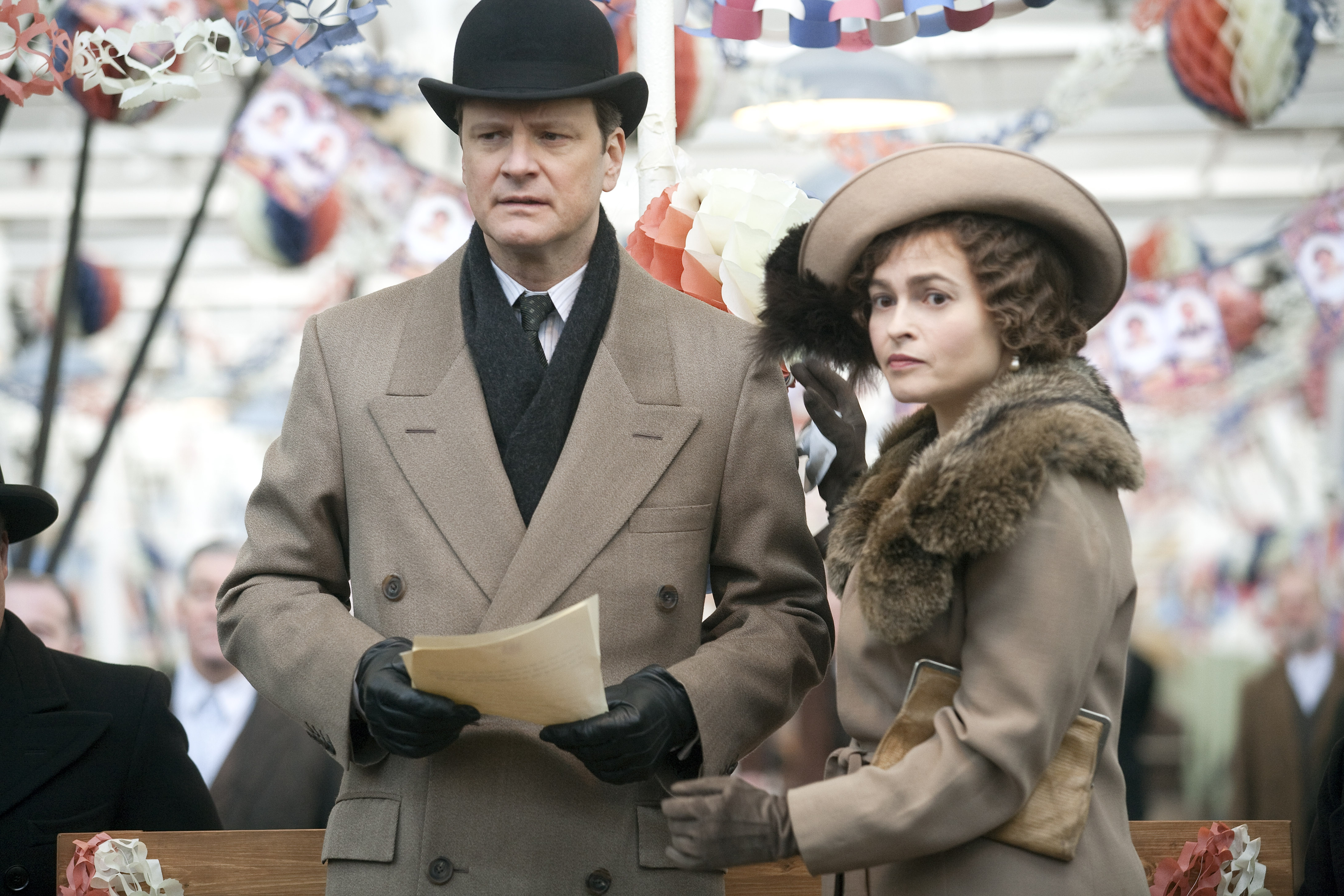
Colin Firth och Helena Bonham Carter vid inspelningen av The King's Speech.

The King's Speech är en brittisk historisk dramafilm från 2010, i regi av Tom Hooper efter ett manus av David Seidler. Filmen nominerades till 12 Oscar, varav den fick Oscar i kategorierna bästa film, bästa regi, bästa manliga huvudroll och bästa originalmanus.

## Handling
Kung Georg V dör i januari 1936 och efterträds av den motvillige monarken Edvard VIII som emellertid abdikerar i december samma år. Prins Albert, hertig av York, står på tur och blir kung med namnet Georg VI. Han känner sig mycket osäker inför offentliga framträdanden, då han lider av svår stamning. Flera läkare har misslyckats med att få bukt med kungens stamning. Efter att ha läst en annons i tidningen kontaktar man den självlärde logopeden Lionel Logue. Hans behandlingsmetoder är minst sagt okonventionella, men med tiden växer en försiktig men nära vänskap fram mellan kungen och Logue.

## Om filmen
Filmen är barntillåten i Sverige. I USA har den 17-årsgräns (i originalversion; högre än våldsfilmer som Casino Royale) och i Storbritannien 12-årsgräns (första beslutet var 15-årsgräns), på grund av en scen där logopeden får kungen att träna på svordomar för att bli mindre hämmad. Åldersgränsen sänktes senare i USA till 13 år för en version där svordomarna ersatts med pip.

## Rollista (i urval)
- Colin Firth – Prins Albert "Bertie" / Georg VI
- Geoffrey Rush – Lionel Logue
- Helena Bonham Carter – Drottning Elizabeth, kungens hustru
- Guy Pearce – Edvard VIII, kungens bror
- Timothy Spall – Winston Churchill
- Derek Jacobi – Cosmo Lang, ärkebiskopen
- Jennifer Ehle – Myrtle Logue, Lionels fru
- Anthony Andrews – Stanley Baldwin
- Claire Bloom – Drottning Mary, kungens mor
- Eve Best – Wallis Simpson, Edvard VIII:s älskarinna
- Michael Gambon – Georg V, kungens far
- Freya Wilson – Prinsessan Elizabeth, kungens äldsta dotter
- Ramona Marquez – Prinsessan Margaret, kungens yngsta dotter
- Tim Downie – Hertigen av Gloucester, kungens bror
- Roger Hammond – Dr. Blandine Bentham
- Orlando Wells – Hertigen av Kent, kungens bror
- Roger Parrott – Neville Chamberlain

## Mottagande
Filmen fick genomgående ett mycket gott mottagande av svenska filmskribenter.

### Utmärkelser
The King's Speech blev en stor hit på många av världens filmgalor och blev nominerad till 12 Oscars, där bl.a. Tom Hooper vann för bästa regi, Colin Firth för bästa manliga huvudroll, och filmen vann priset i kategorin bästa film.
| Pris               | Kategori                | Mottagare                                    | Resultat  |
| ------------------ | ----------------------- | -------------------------------------------- | --------- |
| Oscar              | Bästa film              | Iain Canning, Emile Sherman och Gareth Unwin | Vann      |
| Oscar              | Bästa regi              | Tom Hooper                                   | Vann      |
| Oscar              | Bästa manliga huvudroll | Colin Firth                                  | Vann      |
| Oscar              | Bästa manliga biroll    | Geoffrey Rush                                | Nominerad |
| Oscar              | Bästa kvinnliga biroll  | Helena Bonham Carter                         | Nominerad |
| Oscar              | Bästa originalmanus     | David Seidler                                | Vann      |
| Oscar              | Bästa klippning         | Tariq Anwar                                  | Nominerad |
| Oscar              | Bästa foto              | Danny Cohen                                  | Nominerad |
| Oscar              | Bästa ljud              | Paul Hamblin, Martin Jensen och John Midgley | Nominerad |
| Oscar              | Bästa filmmusik         | Alexandre Desplat                            | Nominerad |
| Oscar              | Bästa kostym            | Jenny Beavan                                 | Nominerad |
| Oscar              | Bästa scenografi        | Judy Farr och Eve Stewart                    | Nominerad |
| Golden Globe Award | Bästa film (Drama)      | Iain Canning, Emile Sherman och Gareth Unwin | Nominerad |
| Golden Globe Award | Bästa regissör          | Tom Hooper                                   | Nominerad |
| Golden Globe Award | Bästa manliga huvudroll | Colin Firth                                  | Vann      |
| Golden Globe Award | Bästa manliga biroll    | Geoffrey Rush                                | Nominerad |
| Golden Globe Award | Bästa kvinnliga biroll  | Helena Bonham Carter                         | Nominerad |
| Golden Globe Award | Bästa manus             | David Seidler                                | Nominerad |
| Golden Globe Award | Bästa musik             | Alexandre Desplat                            | Nominerad |
| BAFTA Award        | Bästa film              | Iain Canning, Emile Sherman och Gareth Unwin | Vann      |
| BAFTA Award        | Bästa brittiska film    | Iain Canning, Emile Sherman och Gareth Unwin | Vann      |
| BAFTA Award        | Bästa regi              | Tom Hooper                                   | Nominerad |
| BAFTA Award        | Bästa manliga huvudroll | Colin Firth                                  | Vann      |
| BAFTA Award        | Bästa manliga biroll    | Geoffrey Rush                                | Vann      |
| BAFTA Award        | Bästa manliga biroll    | Guy Pearce                                   | Nominerad |
| BAFTA Award        | Bästa kvinnliga biroll  | Helena Bonham Carter                         | Vann      |
| BAFTA Award        | Bästa scenografi        | Judy Farr och Eve Stewart                    | Nominerad |
| BAFTA Award        | Bästa manus             | David Seidler                                | Vann      |